# Sandfields West
Sandfields West (en anglais) ou Gorllewin Traethmelyn (en gallois) est une communauté du borough de comté de Neath Port Talbot, au pays de Galles. Comme son nom l'indique, elle couvre la moitié occidentale de Sandfields (en), un quartier résidentiel de Port Talbot sur le littoral du canal de Bristol.

## Démographie
Au recensement de 2011, la communauté de Sandfields West comptait 6 725 habitants.